# Tropidophora
Tropidophora es un género de molusco gastrópodo de la familia Pomatiasidae.

## Distribución
Puede encontrarse en Tanzania, Madagascar, las islas Mascareñas, Comoras y Sudáfrica. El 95-99 % de las especies de este género son endémicas de Madagascar.

## Taxonomía
La clasificación actual de este género, que consiste en tres subgéneros, 95 especies y 142 variedades, es complejo y confuso. Esta clasificación es frecuentemente ignorada ya que se basa se sutiles variaciones morfológica entre muestras pequeñas. Además se piensa que quedan por descubrí aún más especies.

### Especies
Comprende, entre otras, las siguientes especies:
- Tropidophora articulata (Gray, 1834)
- † Tropidophora bewsheri
- † Tropidophora bipartita
- Tropidophora carinata (Born, 1780) - posiblemente extinta
- Tropidophora deburghiae Reeve, 1861
- Tropidophora deflorata (Morelet, 1876)
- † Tropidophora desmazuresi Crosse, 1873
- Tropidophora fimbriata (Lamarck, 1822)
- Tropidophora michaudi Grateloup, 1840 - posiblemente extinta
- Tropidophora perinetensis Fischer-Piette & Bedoucha, 1965
- Tropidophora semidecussata
- † Tropidophora semilineata
- Tropidophora tricarinata
- Tropidophora zanguebarica (Petit, 1850)